# Bob Saget
Robert Lane "Bob" Saget, född 17 maj 1956 i Philadelphia i Pennsylvania, död 9 januari 2022 nära Williamsburg i Orange County, Florida, var en amerikansk ståuppkomiker, skådespelare och programledare. Saget spelade rollen som Danny Tanner i komediserien Huset fullt (1987–1995) och dess uppföljare Huset fullt – igen (2016). Han var programledare för America's Funniest Home Videos (1989–1997). Saget gjorde även rösten till "Framtidens Ted Mosby" i komediserien How I Met Your Mother.

## Biografi
Efter en kort period på The Morning Program hos CBS 1987, fick Bob Saget rollen som trebarnsfadern och änkemannen Danny Tanner i komediserien Huset fullt. Mellan 1989 och 1997 var Saget även programledare för America's Funniest Home Videos.
År 1998 regisserade Saget sin första långfilm, Dirty Work, med Norm Macdonald och Artie Lange i huvudrollerna.
Bob Saget var gift med Sherri Kramer 1982–1997, de fick tre döttrar. År 2018 gifte Saget sig med journalisten Kelly Rizzo.
Den 9 januari 2022 påträffades Bob Saget livlös på sitt hotellrum i Williamsburg, Florida. Han dödförklarades senare på platsen, 65 år gammal. Dödsorsaken ansågs vara en subduralblödning orsakad av ett slag mot skallen. Saget var mitt uppe i en stand up-turné och hade uppträtt föregående kväll.

## Filmografi i urval
- Through Adam's Eyes (1977)
- Outer Touch (1979)
- Devices (1980)
- Bosom Buddies (1981)
- Full Moon High (1981)
- Apartment Hunting (1981)
- The Greatest American Hero (1983)
- New Love, American Style (1985)
- The Morning Program (1987)
- Critical Condition (1987)
- Huset fullt (1987–1995)
- America's Funniest Home Videos – värd (1989–1997)
- The Larry Sanders Show (1992, 1994) – sig själv i "Hey Now" och "Office Romance"
- Father and Scout (1994)
- For Hope (1996)
- Jitters (1997)
- Dirty Work, regissör (1998)
- Half Baked (1998)
- Becoming Dick (2000)
- Raising Dad (2001)
- Dum och ännu dummare (2003)
- Joey – sig själv i avsnitt 11 "Joey and the Roadtrip" (2004)
- New York Minute (2004) (cameo)
- Huff - Butch i avsnitt 5 "Flashpants" (2004)
- The Aristocrats (2005)
- Entourage – sig själv i avsnittet Neighbors (2005)
- Madagaskar (röst) (2005)
- How I Met Your Mother – berättarröst (2005–2014)
- Casper's Scare School (2006)
- Army Armine (2006)
- Farce of the Penguins (2006)
- Blowin' Up – sig själv i avsnitt 1 (2006)
- Law & Order: SVU i avsnittet: "Choreographed"
- 1 vs. 100 – värd
- The Art of Making Cheese – värd
- Farce of the Penguins, regissör (2007)
- Rove - sig själv (2007)
- Roast of Bob Saget – hedersgäst (2008)
- Huset fullt – igen (2016–2020)